# ザ・シークレット・ハンター
『ザ・シークレット・ハンター』（原題：The Equalizer）は、1985年から1989年にかけて全米で放映されたアメリカのテレビドラマ（1時間枠）である。
元CIA諜報員ロバート・マッコールが、CIAのキャリアで培ったスキルを駆使して、「警察などが対応せず困っている人」の為に悪と戦う物語。

## 日本での放送
テレビ朝日が1995年から1996年にシネマエクスプレス内と1997年正月で放送した。
日本語吹替は配給元が販売用にグロービジョンに依頼して製作。吹替版のセールスポイントとして「どこに出しても恥ずかしくない」という演出の意向で大御所声優の黒沢良を起用。テレビ朝日での番組購入、放送に繋がった。

## スタッフ
- 製作：アラン・バーネット、アラン・メツガー
- 製作総指揮：スチュアート・コーエン、ジェームズ・ダフ・マクアダムズ
- テーマ音楽：スチュワート・コープランド

## キャスト
- ロバート・マッコール：エドワード・ウッドワード（吹：黒沢良）
- コントロール：ロバート・ランシング（吹：小林清志）
- ミッキー・コストマイヤー：キース・ザラバッカ（吹：小杉十郎太→堀内賢雄）
- スコット・マッコール：ウィリアム・ザブカ（吹：星野充昭）
- ジェイコブ・ストック：ロバート・ジョイ（吹：田原アルノ）
- アリス刑事：チャド・レディング（吹：沢海陽子）

## エピソード
米国では22話ずつ4シーズン放送された。
1. 知りすぎた男
2. 誘拐
3. おちこぼれ達の挽歌
4. ロックボックス
5. 悪徳警官
6. 14歳の依頼人
7. 山小屋の一夜
8. 暗殺未遂指令
9. 坊やの反抗期
10. 誤った制裁
11. 火遊びの代償
12. 恐怖の無法地帯
13. 弱き者たち
14. 過去からの来訪者
15. 死を呼ぶ封書
16. 閉ざされた窓
17. 過去と現在の間
18. 女の敵
19. 引き裂かれたドレス
20. マッチが殺した女
21. 家族の絆
22. 危険な隣人
23. 父への思い
24. 闇の中で
25. 日陰者
26. 死に急ぐ若者
27. 忍び寄る影
28. 大都会の夜
29. 死亡記事を書かれた女
30. 嘘が招いた波紋
31. 狙われたレース
32. 苦しみの沈黙
33. 売られた赤ちゃん
34. 目撃者を消せ！
35. 二重スパイ
36. 疑惑のタグ・ボート
37. 殺人容疑の女
38. ある少女の家出
39. 死にたい男
40. 裏切り者に死を！
41. 夢の中の殺人
42. 少年の祈り
43. ウォール街の死
44. 再会
45. 影の組織
46. 予知された殺人
47. 奈落の怪人
48. 愛のプレゼント
49. 囮捜査官
50. 少年窃盗団
51. ビデオの罠
52. 外交特権の壁
53. 転落の軌跡
54. ラスト・コール
55. 家族
56. 黒い野望
57. 怒れる若者たちの群れ
58. 黒白の行方
59. 狙われた家族
60. 白い粉
61. 悪徳マネージャー
62. 遠い夜明け
63. 恐怖の生体実験
64. 殉教者
65. 父親の罪
66. 感染
67. 父帰る
68. 秘密裁判
69. 沈黙の怒り
70. 闇の子守歌
71. 救急車Z17号
72. 星の炎
73. 亡命者の帰還
74. 良心の囚人
75. 老年探偵団
76. 正義の裁き
77. 怒りと偏見
78. 姉妹
79. 汚れた英雄

## 翻案作品

### 映画
2014年にアントワーン・フークア監督、デンゼル・ワシントン主演で映画化。タイトルは『イコライザー』、ストーリーは映画オリジナルとなっている。2018年に続編『イコライザー2』2023年には『イコライザー THE FINAL』が制作された。

### テレビドラマ
同名タイトルで2021年からCBSで放映された。シングルマザーであるロビン・マッコールという女性を主人公とする。2023年5月までに3シーズン36話が放送されている。